# Apple River (Illinois)
Apple River è un villaggio degli Stati Uniti d'America, situato nello Stato dell'Illinois e in particolare nella contea di Jo Daviess.